# Dobrinj
Dobrinj je naselje i općina u Hrvatskoj. Nalazi se u Primorsko-goranskoj županiji na sjeveroistočnom dijelu otoka Krka.

## Zemljopis
Dobrinj i istoimena općina smješteni su na sjeveroistočnoj strani otoka Krka. Mjesto se smjestilo na uzvisini oko 200 metara nad uvalom Soline.
Općina Dobrinj obuhvaća tri katastarske općine: Dobrinj, Soline i Sužan, s 20 naselja, na površini od 55 km2.
Reljefno, to se područje može podijeliti u nisku zonu (uglavnom oko uvale Soline) i visoku zonu (Dobrinj, Kras, Gabonjin...).
Općina Dobrinj obuhvaća i velik dio istočne obale otoka Krka, okrenute prema Crikvenici i Vinodolu na kopnu, a s kojima je uvijek bila tijesno povezana. Obala je razvedena, ali osim grebena i hridi postoji samo jedan otočić – Školjić Veli. Na obali se prvenstveno ističe plitka uvala Soline, gotovo ujezerena, s niskim obalama na kojima su smještena tri naselja: Klimno, Soline i Čižići. Druge, bitno manje uvale su: Stipanja u kojoj se nalazi najveće općinsko naselje Šilo, Petrina, Veterna, Murvenica, Jazbina, Lončarica i Slivanjska.
Geološki, tim krajem prevladavaju vapnenačke i dolomitne stijene. Zbog brže erozije dolomitnih podloga, kroz milijune godina, stvorio se sloj rastresitog tla koji je omogućio razvoj bujne vegetacije. Jedino se isključivo vapnenački krajnji sjeveroistočni dio općine (oko naselja Rudine) razlikuje; gotovo bez značajnije vegetacije zasluženo se i naziva Košćera. Osim vapnenaca i dolomita, javljaju se i flišne zone koje su za razliku od poroznog vapnenca, vodonepropusne pa se na jednom od tih flišnih zona razvio i riječni tok naziva Veli Potok.

## Stanovništvo
Po popisu stanovništva iz 2001. godine, općina Dobrinj imala je 1970 stanovnika, raspoređenih u 20 naselja:
- Čižići – 92
- Dobrinj – 122
- Dolovo – 0
- Gabonjin – 177
- Gostinjac – 81
- Hlapa – 62
- Klanice – 42
- Klimno – 115
- Kras – 184
- Polje – 295
- Rasopasno – 85
- Rudine – 5
- Soline – 43
- Sužan – 76
- Sveti Ivan Dobrinjski – 34
- Sveti Vid Dobrinjski – 81
- Šilo – 381
- Tribulje – 56
- Žestilac – 8
- Županje – 31

### Nacionalni sastav, 2001.
- Hrvati – 1799 (91,32)
- Bošnjaci – 20 (1,02)
- Srbi – 16 (0,81)
- Nijemci – 9 (0,46)
- Crnogorci – 4
- Mađari – 3
- Talijani – 3
- Albanci – 1
- Česi – 1
- Poljaci – 1
- Slovaci – 1
- Slovenci – 1
- ostali – 62 (3,15)
- neopredijeljeni – 39 (1,98)
- nepoznato – 10 (0,51)[5]

| broj stanovnika | 2709  | 2977  | 3164  | 3468  | 3860  | 4046  | 4036  | 3645  | 3319  | 3112  | 2657  | 2244  | 1949  | 1944  | 1970  | 2078  | 2150  |
|                 | 1857. | 1869. | 1880. | 1890. | 1900. | 1910. | 1921. | 1931. | 1948. | 1953. | 1961. | 1971. | 1981. | 1991. | 2001. | 2011. | 2021. |

| broj stanovnika | 382   | 420   | 451   | 484   | 545   | 464   | 453   | 390   | 356   | 323   | 286   | 215   | 159   | 122   | 122   | 109   | 89    |
|                 | 1857. | 1869. | 1880. | 1890. | 1900. | 1910. | 1921. | 1931. | 1948. | 1953. | 1961. | 1971. | 1981. | 1991. | 2001. | 2011. | 2021. |

## Uprava
- Načelnik: Neven Komadina (PGS)
- Zamjenik načelnika: Zoran Kirinčić (PGS)
- Predsjednik vijeća: Alen Šamanić (PGS)
- Općinsko vijeće:

Marinko Galanto, Tomislav Saftić, Dubravko Fanuko, Darko Strčić, Ivančica Dunato (PGS)
Zdenko Kirinčić, Robert Justinić, Ratko Turčić (HSLS)
Miljenko Variola, Nenad Brusić (HDZ)
Marino Šamanić (HNS)
Emil Gršković (nezavisni)

## Povijest, kretanje broja stanovnika
Na području općine više je nalazišta iz rimskog doba uglavnom na obalama uvale Soline te na području Gostinjca, a pretpostavlja se da su solane na području Melina postojale još u to vrijeme. U novije vrijeme provode se istraživanja u uvali Svetog Petra na sjeverozapadnoj strani uvale Soline, a na kojem području su pronađeni ostatci rimske keramike i antičke luke. Ipak, više je nalazišta koja ukazuju na ilirsku prisutnost – gradina Zagrajini blizu Krasa, Gradišće kraj Dobrinja, a i sam Dobrinj nastao je na mjestu prethodnog ilirskog naselja.
Povijest Dobrinja neodvojivo je vezana uz povijest cijelog otoka Krka, čiji je i sastavni dio. 
Dobrinj je, uz Bašku, Vrbnik i Omišalj, jedan od najstarijih "kaštela" (ranosrednjovjekovnih gradskih središta), a koji su osnovani negdje u 7. stoljeću tj. još u vrijeme doseljavanja Hrvata u današnju domovinu. Ti su kašteli, uz već od prije postojeći grad Krk, najvjerojatnije podignuti na mjestu gdje su do tada živjeli Iliri o čemu svjedoče brojna ilirska nalazišta, a i sam položaj na uzvisini s pogledom na okolicu. O starini tih kaštela govore i arhaični oblici starohrvatskog tj. staročakavskog govora, u Dobrinju – čokavica. Međutim, za razliku od ostalih kaštela, Dobrinj nije smješten neposredno uz more te nije nikada imao bedeme što je možda i razlog da je više puta kroz povijest (u 16. i početkom 17. stoljeća) poharan od strane gusara i Uskoka.
Ime Dobrinj prvi put se spominje u Darovnici slavnoga Dragoslava, pisanoj hrvatskim jezikom i glagoljicom 1. siječnja 1100. godine. U njoj se Dobrinj i susjedni Vrbnik spominju kao crkvene (plovanija) i općinske (komun) jedinice sa sucem, općinskim pisarom, tajnikom. Ta darovnica važan je svjedok kuluturne, komunalne i obrazovne razvijenosti tadašnjeg stanovništva Dobrinja i otoka Krka. Negdje u 11. stoljeću javljaju se krčki knezovi, kasnije nazvani Frankapani ili Frankopani, čije je podrijetlo još uvijek nejasno, ali su vjerojatno potekli od moćnijeg domaćeg (hrvatskog) plemstva. Postojala je neko vrijeme teorija da su bili romanskog podrijetla, ali je ona odbačena. Od tada pa do 1480. godine, krčki knezovi su upravitelji cijeloga otoka pa tako i Dobrinja u kojemu su neposredno upravljali suci, ali i tzv. potknežini u ime kneza. U 15. stoljeću krčki knez Ivan VII Frankopan doseljava na otok Vlahe s Velebita. Većina ih je naseljena na područje Dubašnice, a mali dio i u okolicu Dobrinja ponajviše kao radnu snagu u solanama koje su imali u uvali Soline, a koja im je donosila velike prihode.
Tijekom srednjeg vijeka Dobrinj je jedno od važnijih središta glagoljaštva.  U arhivu HAZU čuvaju se dobrinjske matice krštenih započete s pisanjem 1559. godine i koje su najstarije matične knjige u Hrvatskoj. Te matice pisane su glagoljicom i to sve do 1850. g. od kada se pišu latinicom.

Najznačajniju privrednu odrednicu tijekom srednjeg vijeka svakako predstavlja solana u uvali Soline podno Dobrinja; u to doba sol je bila vrlo tražena i cjenjena. Osvojivši otok, Mlečani zatvaraju solanu, ali su njezini ostaci jasno vidljivi i danas.

Godine 1480. Mletačka Republika zauzima cijeli otok Krk i njime vlada do propasti iste, 1797. godine nakon čega se u nekoliko navrata mijenja austrijska pa francuska i na posljetku ponovno austrijska vlast koja opstaje do nestanka Austro-Ugarske Monarhije krajem Prvog svjetskog rata 1918. godine. Idućih nekoliko godina bile su vrlo nesigurne za sve stanovnike otoka budući je Kraljevina Italija imala pretenzije na čitavu istočnojadransku obalu. 
Suton Austro-Ugarske Monarhije ujedno je i demografski vrhunac Dobrinja i istoimene općine. Mjesto Dobrinj je 1898. godine imao 608 stanovnika, 1931. godine 390 stanovnika, a 1970. godine tek 216 stanovnika. Područje općine doseže najveći broj stanovnika 1910. godine, s njih 4 046, a desetak godina poslije 4 033. Od tada broj stanovnika konstantno opada; nakon II. svjetskog rata (1948. godine) ih je 3 319, a 1971. godine 2 273. Razlog tome su dva svjetska rata, ali i teška ekonomska situacija na otoku koja je tjerala njegove ljude u novi svijet, ponajviše Ameriku, ali i u brzorastuće gradove u priobalju (Rijeku, Crikvenicu... ) u kojima su mnogi našli posao i izvor prihoda za život.
Vrijeme Kraljevine SHS tj. Jugoslavije, vrijeme je teškog i oskudnog života i velikih emigracija. Cijeli otok bio je rubni i prilično zaboravljeni dio monarhije. Nakon Drugog svjetskog rata otok dolazi u sastav SR Hrvatske u okviru Jugoslavije, ali se teško gospodarsko stanje mijenja tek oko 1980. godine otvaranjem zračne luke Rijeka i mosta kopno – Krk čime je otok izvučen iz prometne izolacije, a što je bio preduvjet za razvoj gospodarstva, poglavito turizma koji je doduše u Dobrinju još i danas nedovoljno razvijen, ali je ipak donio živost i prekinuo gotovo cijelostoljetni odljev stanovništva s otoka i iz Dobrinja.
Iako Dobrinj nikada u svojoj povijesti nije dosegao niti 1 000 stanovnika, od davnine se nazivao "gradom". Stanovnici okolnih sela rekli bi da idu u "Grad" kad bi išli u Dobrinj. Njegovi stanovnici nazivali su se "gradarima", a stanovnici okolnih sela "vonskarima" tj. "selanima". Sam se Dobrinj dijeli na Dolinji, stariji i Gorinji, noviji grad.

## Gospodarstvo
Od većih gospodarskih subjekata na području općine djeluje samo građevinsko poduzeće u Šilu.
Na području općine Dobrinj djeluje 30-etak obrtnika. Ipak, veliki dio mještana radi izvan svoje općine.
Iako ima značajne turističke resurse, očuvan okoliš te bogatu kulturno-povijesnu baštinu, općina Dobrinj nema razvijenu turističku ponudu. Najznačajnije turističko odredište je mjesto Šilo u kojem se nalazi i sjedište lokalne turističke zajednice. Jedini smještajni kapaciteti su u apartmanima i sobama za iznajmljivanje kojih je osim u Šilu najviše u Čižićima, Solinama i Klimnu. Posljednjih godina raste potražnja i za kućama obnovljenima u primorskom stilu, u unutrašnjosti otoka.
Naročito velik potencijal za razvoj turizma postoji u uvali Soline. Jedan od resursa te uvale je i ljekovito blato na lokalitetu Meline. Poluotok Sulinj, koji zatvara uvalu Soline, spominje se kao vjerojatno prvo golf igralište na otoku Krku.
Važan preduvjet turizma, dobra prometna povezanost, je postojeća: općina se nalazi 20-etak minuta vožnje automobilom od bilo kojeg turističkog središta na otoku te od Krčkog mosta koji povezuje otok s kopnom. U susjednoj općini Omišalj nalazi se i Zračna luka Rijeka.
Nekada su veliku gospodarsku važnost imali brodogradnja te ribarstvo i poljoprivreda.
Danas još jedini značaj čine ovčarstvo i maslinarstvo kao poljoprivredne grane. Veliki problem ovčarima posljednjih desetak godina zadaje alohtona divljač: medvjedi i divlje svinje. Medvjedi ne žive trajno na otoku Krku nego dolaze prije i nakon zimskog sna preplivavajući Vinodolski kanal. Ponekad unište čitavo stado ovaca. Krda divljih svinja osim što čine znatne štete u poljoprivredi, predstavljaju opasnost i po ljude koji se kreću šumom, a noću čak i po samim selima.
Maslinarstvo se u općini Dobrinj nije obnovilo i razvilo kao u nekim drugim općinama na otoku Krku, npr. Punat, Krk. Unatoč subvencioniranju Općine pri kupnji sadnica maslina, broj obnovljenih ili novih stabala maslina još uvijek nije dostigao nekadašnje značenje maslinarstva za ovaj kraj. Najveći problem u obnovi maslinika je velika rascjepkanost posjeda te nerješeni vlasničko-pravni odnosi. Ipak, u Polju je uređena i radi uljara za proizvodnju maslinovog ulja – toš.
Nekada intenzivno obrađeno "dobrinjsko polje" koje se pruža od Dobrinja, uz Potok, sve do uvale Soline, danas je gotovo potpuno zapušteno.

## Poznate osobe
- Ive Jelenović (iz Sv. Vida)- etnolog, filolog, toponomastičar, lektor, scenarist i koautor prvog dokumentarnog filma o otoku Krku iz 1938. godine. Osobito zaslužan u očuvanju i promicanju narodne kulture i tradicije, naročito narodne pjesme i plesa.
- Ivan Črnčić (iz Polja) svećenik, tajnik krčkog biskupa, ravnatelj znamenitog hrvatskog Zavoda sv. Jerolima u Rimu, prvi član JAZU, danas HAZU, s otoka Krka. Pisac, slavist, filolog, povjesničar; u rodnome Polju otvorio drugu redovnu školu u Dobrinjštini. Prvi je priredio čitanje i izdanje darovnice slavnog Dragoslava.[23]
- Petar Strčić (iz Krasa) član HAZU, upravitelj njezina Arhiva, znanstveni i arhivski savjetnik, istaknuti hrvatski povjesničar, glavni urednik nekoliko zbornika, autor više pretežno povijesnih knjiga, predsjednik Društva za hrvatsku povjesnicu, Čakavskoga sabora, sveučilišni profesor.
- Dinko Sučić (iz Dobrinja) liječnik, profesor Medicinskog fakulteta u Zagrebu, znanstvenik i stručnjak za internu medicinu, jedan od prvih stručnjaka za leukemiju.
- Fra Bonaventura Duda, krštenjem Roko,(iz Krasa),  franjevac, bibličar, sveučilišni profesor, prevoditelj, poliglot, pisac i pjesnik.[24]
- Vinko Fulgencije Fugošić (iz Gostinjca) bio je akademski slikar, povjesničar umjetnosti, restaurator i putopisac; osim u krčkoj biskupiji, istaknuo se i na obnovi vatikanskih umjetnina.
- Branko Turčić (iz Čižića) je umirovljeni novinar, književnik, jedini pisac na čokavici

## Spomenici i znamenitosti

### Crkvica Svetog Vida
Crkvica Sv. Vida koja datira iz 1100. godine koja se spominje u listini slavnoga Dragoslava. U toj listini se po porvi put spominje ime Dobrinj i "Put ki gre za Verbnik".

### Crkva Sv. Stjepana
Župna crkva Sv. Stjepana prvi put se spominje u darovnici "Slavnog Dragoslava" 1100. godine. Prema glagoljskom natpisu proširena je 1510. g. Prevladavaju elementi baroka i djelom kasne gotike. Početno jednobrodna, župna je crkva u XVIII. st. postala trobrodna spajanjem niza pobočnih kapela koje su kroz stoljeća dozidavane jednobrodnoj crkvi. Nad njezinim ulazom prostire se nadstrešnica jedinstvenog naziva "cergan", a s tog mjesta puca pogled na velik dio Kvarnera. Uz crkvu je postojao i zvonik, ali ga je 1720. godine srušio grom pa je sagrađen novi, ne više na istom mjestu nego na obližnjem starom groblju odakle i danas dominira čitavim krajem. I ovaj je zvonik pretrpio razaranje, od strane Nijemaca tijekom okupacije 1944. godine, ali je nakon rata obnovljen.

### Etnografska zbirka otoka Krka
Etnografska zbirka otoka Krka marljivo je sakupljana zbirka obitelji Barbalić

### Galerija Infeld
Jedan od najvećih kolekcionara umjetnina na svijetu, Peter Infeld iz Beča, kupio je i dao obnoviti staru, veliku kuću u samom središtu Dobrinja, na Placi, u kojoj se, na više od 400 m2, održavaju izložbe poznatih umjetnika.

### Muzej sa sakralnom zbirkom
Muzej sa sakralnom zbirkom nalazi se ponad place kraj crkve Sv. Antona.

### Špilja Biserujka
Špilja Biserujka se nalazi se nekoliko kilometara sjeverno od Dobrinja, kraj sela Rudine. Iako je duga tek malo više od 100 metara, vrlo je interesantna i bogata stalaktitima i stalagmitima te je, kao dio turističke ponude otoka Krka, danas jedna od najposjećenijih špilja u Hrvatskoj.

## Obrazovanje
Prvu školu u Dobrinju otvorio je Antun Kirinčić 1841. godine u privatnoj kući. To je bio početak školstva u Dobrinju. Dugi niz godina u "Gradu" je postojala samo četverogodišnja škola pa su učenici nakon 4. razreda osnovne škole, bili prisiljeni školovanje nastaviti u susjednom Vrbniku ili Malinskoj. Tako je bilo sve do izgradnje nove, moderne škole 2007. godine čime je školstvo Dobrinja i cijele općine dobilo najbolje materijalne uvjete za daljnji razvoj.

## Govor
U svim naseljima na području općine Dobrinj govori se posebnim oblikom čakavskog narječja koje neki nazivaju i "čokavicom". Na nekim mjestima gdje većina čakavskih i štokavskih govora ima glas a', pojavljuje se glas o. Tako npr. dobrinjska sela Gostinjac, Žestilac, Rasopasno domicilno stanovništvo naziva Gostinjoc, Žestiloc, Rosopasno.
Razlog je zamjena kratkog starohrvatskog poluglasa glasom o:
- čo < čə
- zomi < vəzəmi "uzmi"
- petok < petək

U riječima s nekada dugim poluglasom pojavljuje se a: stablo, dan (ali: donos "danas"). Sličan odnos postoji i u Omišlju, ali tamo kratki poluglas daje e. Slične razlike se pojavlju i u kajkavskim govorima u Prigorju i u govorima većeg dijela Slovenije.

## Kultura
- Kroz srednjovjekovnu povijest, Dobrinj je bio jedno od najsnažnijih središta glagoljaštva u Hrvatskoj.
- Kulturno-umjetničko društvo "Ive Jelenović" u okviru kojega djeluju mješoviti pjevački zbor "Zvon" te folklorne grupe
- Kulturno društvo "Dobrinj"
- Karnevalske udruge "Optimisti" i "Kataroška"

## Šport
- Sportsko-ribolovno društvo "Čikavica" iz Šila
- Sportsko-ribolovno društvo "Vela sten" iz Čižića
- L.D.ˇ"Fazan" Dobrinj

## Vanjske poveznice
- Službene stranica Općine Dobrinj  Arhivirana inačica izvorne stranice od 16. veljače 2010. (Wayback Machine)
- Službene stranice Turističke zajednice Općine Dobrinj  Arhivirana inačica izvorne stranice od 26. srpnja 2010. (Wayback Machine)
- Službene stranice Karnevalske udruge "Kataroška"
- sela Dobrinjštine